# 論兒童的教養
《論兒童的教養》（拉丁語：De civilitate morum puerilium），是荷兰哲学家德西德里乌斯·伊拉斯谟所著的一本手册，被认为是西欧第一部关于儿童道德和实践教育的论文。 
该书首次出版于1530年，以拉丁文撰寫。它是写给勃艮第维尔王子阿道夫的儿子，11岁的亨利，其内容是关于男孩在成人陪伴下应如何行事。
该书立即获得成功，并被翻译成多种语言。 第一个英文版本由罗伯特·惠廷顿（Robert Whittinton）于1532年出版，书名是《儿童礼仪小卷》（A Little Book of Good Manners for Children）。 托马斯·佩内尔（Thomas Paynell）的另一译本于1560年出版。
该书分为十七个部分，每个部分涉及行为的一个方面。
德国社会学家諾博特·伊里亞思在他最有影响力的著作《文明进程》中提到了这本书，声称伊拉斯谟对法语术语的具体使用重塑了它的含义，为后来出现于法语区和英语区等各国的“文明”（civilization）一词的形成和影响奠定了基础。